# Uchuu Shounen Soran
Uchuu Shounen Soran  (яп. 宇宙少年ソラン Космический мальчик Соран) — японский чёрно-белый аниме-сериал, выпущенный студией Tele-Cartoon Japan, транслировался по телеканалу TBS с 4 мая 1965 года по 28 марта 1987 года. Всего выпущено 96 серий аниме. Сериал был дублирован на португальском языке и транслировался на территории Португалии по телеканалам Rede Record и TV Tupi. По мотивам сериала в 1965 году был выпущен полнометражный мультфильм.

## Сюжет
Новорожденному Сорану грозила смерть, но его спасли инопланетяне, которые доставили жить на родную планету Радион. Её гравитация в 15 раз превосходит земную, и чтобы мальчик не умер от давления, ему вживили механические имплантаты. Подросший Соран возвращается на Землю и теперь он 15-кратно физически превосходит обыкновенного человека. Соран использует свои силы, чтобы бороться против злодеев.

## Роли озвучивали
- Ёсико Асай — Соран
- Сёити Куваяма — Доктор Фуруцуки
- Масако Сугая — Чаппи
- Ёсико Мацуо — Мика Фуруцуки
- Акидзи Кобаяси — Уайлер
- Тосия Огата — Грин
- Горо Ная — Доктор Татибана
- Тосико Маэда — Сакура